# Championnat de La Réunion de football
Das Championnat de La Réunion de football, auch Réfional 1, ist die höchste Spielklasse des Fußballverbands von Réunion. Sie wurde 1950 gegründet und umfasst aktuell 14 Mannschaften. Rekordsieger ist JS Saint-Pierre mit 21 Titeln.

## Aktuelle Saison
An der Saison 2024 nahmen die folgende 14 Mannschaften teil.
| Teilnehmer |
| - AS Excelsior - FC Saint-Pauloise - La Tamponnaise - JS Saint-Pierroise - Saint-Denis FC - SS Jeanne d’Arc - AF Saint-Louis - ACF Piton Saint-Leu - JS Sainte-Rosienne - AS Saint-Louisienne - Trois Bassins FC - AS Sainte-Suzanne - Ravine Blanche Club - JS Gauloise |

## Meisterhistorie
| Saison  | Meister              | Vizemeister            |
| ------- | -------------------- | ---------------------- |
| 1950    | SS Patriote          |                        |
| 1951    | SS Patriote          |                        |
| 1952    | SS Jeanne d’Arc      |                        |
| 1953    | SS Patriote          |                        |
| 1954    | SS Patriote          |                        |
| 1955    | SS Patriote          |                        |
| 1956    | JS Saint-Pierroise   | SS Patriote            |
| 1957    | JS Saint-Pierroise   | Bourbon Club           |
| 1958    | AS Saint-Louisienne  | SS Jeanne d’Arc        |
| 1959    | JS Saint-Pierroise   | SS Charles de Foucauld |
| 1960    | JS Saint-Pierroise   | SS Jeanne d’Arc        |
| 1961    | JS Saint-Pierroise   | Bourbon Club           |
| 1962    | SS Patriote          | JS Saint-Pierroise     |
| 1963    | AS Saint-Louisienne  | JS Saint-Pierroise     |
| 1964    | AS Saint-Louisienne  | JS Saint-Pierroise     |
| 1965    | AS Saint-Louisienne  | SS Tamponnaise         |
| 1966    | AS Saint-Louisienne  | SS Tamponnaise         |
| 1967    | AS Saint-Louisienne  | SS Patriote            |
| 1968    | AS Saint-Louisienne  | SS Jeanne d’Arc        |
| 1969    | AS Saint-Louisienne  | SS Jeanne d’Arc        |
| 1970    | AS Saint-Louisienne  | AS Excelsior           |
| 1971    | JS Saint-Pierroise   | AS Saint-Louisienne    |
| 1972    | JS Saint-Pierroise   | SS Patriote            |
| 1973    | JS Saint-Pierroise   | SAS Excelsior          |
| 1974    | AS Excelsior         | JS Saint-Pierroise     |
| 1975    | JS Saint-Pierroise   | AS Excelsior           |
| 1976    | JS Saint-Pierroise   | FC Ouest               |
| 1977    | FC Ouest             | AS Excelsior           |
| 1978    | JS Saint-Pierroise   | CS Saint-Denis         |
| 1979    | FC Saint-Pauloise    | US Bénédictine         |
| 1980    | CS Saint-Denis       | FC Saint-Pauloise      |
| 1981    | FC Saint-Pauloise    | US Bénédictine         |
| 1982    | AS Saint-Louisienne  | CS Saint-Denis         |
| 1983    | FC Saint-Pauloise    | FC Ouest               |
| 1984    | CS Saint-Denis       | FC Saint-Pauloise      |
| 1985    | FC Saint-Pauloise    | JS Saint-Pierroise     |
| 1986    | FC Saint-Pauloise    | CS Saint-Denis         |
| 1987    | CS Saint-Denis       | FC Saint-Pauloise      |
| 1988    | AS Saint-Louisienne  | US Stade Tamponnaise   |
| 1989    | JS Saint-Pierroise   | CS Saint-Denis         |
| 1990    | JS Saint-Pierroise   | US Stade Tamponnaise   |
| 1991    | US Stade Tamponnaise | CS Saint-Denis         |
| 1992    | US Stade Tamponnaise | CS Saint-Denis         |
| 1993    | JS Saint-Pierroise   | CS Saint-Denis         |
| 1994    | JS Saint-Pierroise   | US Stade Tamponnaise   |
| 1995    | CS Saint-Denis       | US Stade Tamponnaise   |
| 1996    | CS Saint-Denis       | JS Saint-Pierroise     |
| 1997    | AS Saint-Louisienne  | US Stade Tamponnaise   |
| 1998    | AS Saint-Louisienne  | US Stade Tamponnaise   |
| 1999    | US Stade Tamponnaise | JS Saint-Pierroise     |
| 2000    | AS Marsouins         | US Stade Tamponnaise   |
| 2001    | AS Saint-Louisienne  | JS Saint-Pierroise     |
| 2002    | AS Saint-Louisienne  | US Stade Tamponnaise   |
| 2003    | US Stade Tamponnaise | AS Saint-Louisienne    |
| 2004    | US Stade Tamponnaise | AS Excelsior           |
| 2005    | US Stade Tamponnaise | AS Excelsior           |
| 2006    | US Stade Tamponnaise | JS Saint-Pierroise     |
| 2007    | US Stade Tamponnaise | AS Excelsior           |
| 2008    | JS Saint-Pierroise   | US Stade Tamponnaise   |
| 2009    | US Stade Tamponnaise | AS Excelsior           |
| 2010    | US Stade Tamponnaise | US Sainte-Marienne     |
| 2011    | FC Saint-Pauloise    | US Sainte-Marienne     |
| 2012    | AS Saint-Louisienne  | US Sainte-Marienne     |
| 2013    | US Sainte-Marienne   | FC Saint-Pauloise      |
| 2014    | FC Saint-Pauloise    | AS Excelsior           |
| 2015    | JS Saint-Pierroise   | AS Saint-Louisienne    |
| 2016/17 | JS Saint-Pierroise   | US Sainte-Marienne     |
| 2017    | JS Saint-Pierroise   | AS Excelsior           |
| 2018    | JS Saint-Pierroise   | SS Jeanne d’Arc        |
| 2019    | JS Saint-Pierroise   | US Sainte-Marienne     |
| 2020    | keine Austragung     | keine Austragung       |
| 2021    | La Tamponnaise       | AS Excelsior           |
| 2022    | Saint-Denis FC       | JS Saint-Pierroise     |
| 2023    | AS Excelsior         | JS Saint-Pierroise     |
| 2024    | AS Excelsior         | FC Saint-Pauloise      |

## Anzahl der Titel
| Verein               | Stadt        | Titel | zuletzt |
| -------------------- | ------------ | ----- | ------- |
| JS Saint-Pierre      | Saint-Pierre | 21    | 2019    |
| AS Saint-Louisienne  | Saint-Louis  | 16    | 2012    |
| US Stade Tamponnaise | Le Tampon    | 11    | 2021    |
| FC Saint-Pauloise    | Saint-Paul   | 7     | 2014    |
| SS Patriote          | Saint-Denis  | 6     | 1962    |
| Saint-Denis FC       | Saint-Denis  | 6     | 2022    |
| AS Excelsior         | Saint-Joseph | 3     | 2024    |
| SS Jeanne d’Arc      | Saint-Pierre | 1     | 1952    |
| AS Marsouins         | Saint-Leu    | 1     | 2000    |
| FC Ouest             | Saint-Paul   | 1     | 1977    |
| US Sainte-Marienne   | Sainte-Marie | 1     | 2013    |

- Der Saint-Denis FC spielte bis 2003 unter dem Namen CS Saint-Denis.